# Coupe de la Ligue française féminine de handball 2012-2013
Navigation
Coupe de la Ligue 2011-2012 Coupe de la Ligue 2013-2014
La Coupe de la Ligue féminine de handball 2012-2013 est la 11e édition de la compétition. Elle se déroule du 13 novembre 2012 au 23 février 2013 et oppose les 10 clubs du Championnat de France 2012-2013.
Le vainqueur de la Coupe de la Ligue 2013, Issy Paris Hand, est ainsi qualifié pour la Coupe Challenge 2013-2014. 

## Présentation

### Modalités
Les 10 clubs du Championnat de France 2012-2013 participent à la compétition.
Le tour préliminaire oppose en match aller-retour les trois dernières équipes du Championnat de France 2011-2012 (Fleury, Dijon et Besançon) ainsi que le promu de D2 (Nice).
Les deux équipes qualifiées retrouvent en quart de finale les six autres équipes du championnat. La phase finale se déroule sur trois jours en région parisienne :
- le Stade Pierre-de-Coubertin à Paris pour deux quarts de finale, les demi-finale et la finale,
- la Salle Pierre Brossolette à Saint-Maur pour un quart de finale,
- l'Arena de Gagny pour un quart de finale.

### Calendrier
| Tour              | Date(s)                | Clubs |
| ----------------- | ---------------------- | ----- |
| Tour préliminaire | 13 au 18 novembre 2012 | 4     |
| Quarts de finale  | 20 février 2013        | 8     |
| Demi-finales      | 21 février 2013        | 4     |
| Finale            | 23 février 2013        | 2     |

## Résultats

### Tour préliminaire
| Date Aller       | Club        | Aller   | Total   | Retour  | Club                       | Date Retour      |
| ---------------- | ----------- | ------- | ------- | ------- | -------------------------- | ---------------- |
| 13 novembre 2012 | ES Besançon | 23 - 31 | 48 - 61 | 25 - 30 | CJF Fleury Loiret Handball | 18 novembre 2012 |
| 14 novembre 2012 | OGC Nice    | 26 - 31 | 47 - 57 | 21 - 26 | Cercle Dijon Bourgogne     | 17 novembre 2012 |

### Phase finale

#### Tableau
|  | Quarts de finale                    | Quarts de finale               |                 |    | Demi-finales                   | Demi-finales                   |  |  | Finale                         | Finale                         |
|  | Quarts de finale                    | Quarts de finale               |                 |    | Demi-finales                   | Demi-finales                   |  |  | Finale                         | Finale                         |
|  |                                     |                                |                 |    |                                |                                |  |  |                                |                                |
|  | 20 février 2013 à 14h30, Paris      | 20 février 2013 à 14h30, Paris |                 |    | 21 février 2013 à 20h30, Paris | 21 février 2013 à 20h30, Paris |  |  | 23 février 2013 à 16h15, Paris | 23 février 2013 à 16h15, Paris |
|  | 20 février 2013 à 14h30, Paris      | 20 février 2013 à 14h30, Paris |                 |    | 21 février 2013 à 20h30, Paris | 21 février 2013 à 20h30, Paris |  |  | 23 février 2013 à 16h15, Paris | 23 février 2013 à 16h15, Paris |
|  | Issy Paris Hand                     | 23                             |                 |    | 21 février 2013 à 20h30, Paris | 21 février 2013 à 20h30, Paris |  |  | 23 février 2013 à 16h15, Paris | 23 février 2013 à 16h15, Paris |
|  | Issy Paris Hand                     | 23                             |                 |    | 21 février 2013 à 20h30, Paris | 21 février 2013 à 20h30, Paris |  |  | 23 février 2013 à 16h15, Paris | 23 février 2013 à 16h15, Paris |
|  | Cercle Dijon Bourgogne              | 22                             |                 |    | 21 février 2013 à 20h30, Paris | 21 février 2013 à 20h30, Paris |  |  | 23 février 2013 à 16h15, Paris | 23 février 2013 à 16h15, Paris |
|  | Cercle Dijon Bourgogne              | 22                             | Issy Paris Hand | 19 |                                |                                |  |  | 23 février 2013 à 16h15, Paris | 23 février 2013 à 16h15, Paris |
|  | 20 février 2013 à 20h00, Paris      |                                | Issy Paris Hand | 19 |                                |                                |  |  | 23 février 2013 à 16h15, Paris | 23 février 2013 à 16h15, Paris |
|  |                                     | Le Havre HB                    | 18              |    |                                |                                |  |  | 23 février 2013 à 16h15, Paris | 23 février 2013 à 16h15, Paris |
|  | Mios-Biganos HB                     | Le Havre HB                    | 18              | 25 |                                |                                |  |  | 23 février 2013 à 16h15, Paris | 23 février 2013 à 16h15, Paris |
|  | Mios-Biganos HB                     |                                |                 | 25 |                                |                                |  |  | 23 février 2013 à 16h15, Paris | 23 février 2013 à 16h15, Paris |
|  | Le Havre HB                         | 26                             |                 |    |                                |                                |  |  | 23 février 2013 à 16h15, Paris | 23 février 2013 à 16h15, Paris |
|  | Le Havre HB                         | 26                             | Issy Paris Hand | 23 |                                |                                |  |  |                                |                                |
|  | 20 février 2013 à 20h00, Saint-Maur |                                | Issy Paris Hand | 23 |                                |                                |  |  |                                |                                |
|  |                                     | HBC Nîmes                      | 21              |    |                                |                                |  |  |                                |                                |
|  | Toulon St-Cyr HB                    | HBC Nîmes                      | 21              | 26 |                                |                                |  |  |                                |                                |
|  | Toulon St-Cyr HB                    | 21 février 2013 à 18h00, Paris |                 | 26 |                                |                                |  |  |                                |                                |
|  | HBC Nîmes                           | 32                             |                 |    |                                |                                |  |  |                                |                                |
|  | HBC Nîmes                           | 32                             | HBC Nîmes       | 34 |                                |                                |  |  |                                |                                |
|  | 20 février 2013 à 20h00, Gagny      |                                | HBC Nîmes       | 34 |                                |                                |  |  |                                |                                |
|  |                                     | CJF Fleury Loiret Handball     | 24              |    |                                |                                |  |  |                                |                                |
|  | CJF Fleury Loiret Handball          | CJF Fleury Loiret Handball     | 24              | 32 |                                |                                |  |  |                                |                                |
|  | CJF Fleury Loiret Handball          |                                |                 | 32 |                                |                                |  |  |                                |                                |
|  | Metz HB                             | 31                             |                 |    |                                |                                |  |  |                                |                                |
|  | Metz HB                             | 31                             |                 |    |                                |                                |  |  |                                |                                |

#### Finale
| 23 février 2013 16h15 | Issy Paris Hand   | 23 - 21   | HBC Nîmes      | Stade Pierre-de-Coubertin, Paris Arbitrage : S. Pichon, L. Reveret |
| 23 février 2013 16h15 | Mariama Signaté 9 | (10 - 13) | Nina Jeriček 7 | Stade Pierre-de-Coubertin, Paris Arbitrage : S. Pichon, L. Reveret |
| 23 février 2013 16h15 | ×3                | Rapport   | ×2             | Stade Pierre-de-Coubertin, Paris Arbitrage : S. Pichon, L. Reveret |

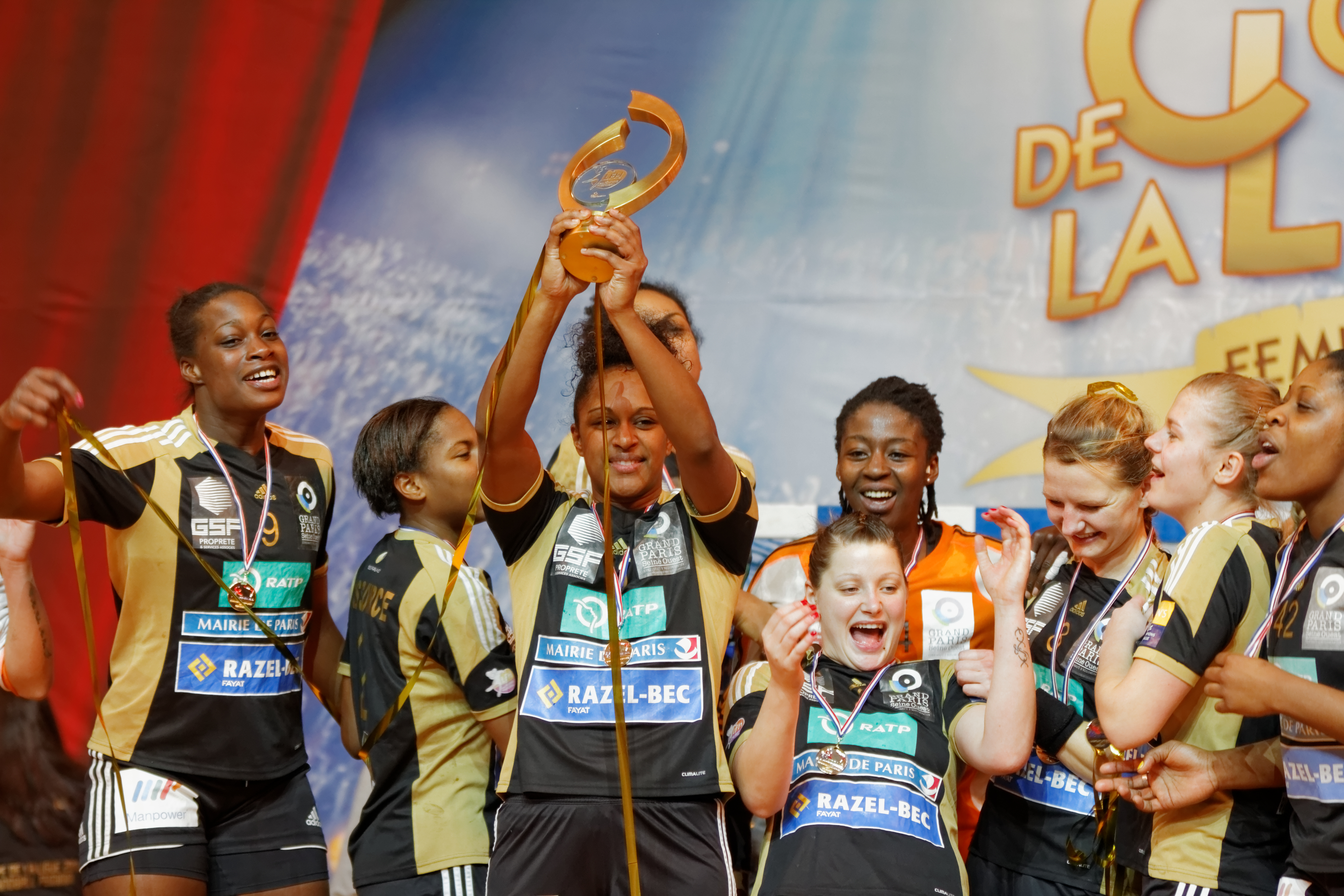
Issy Paris Hand, vainqueur
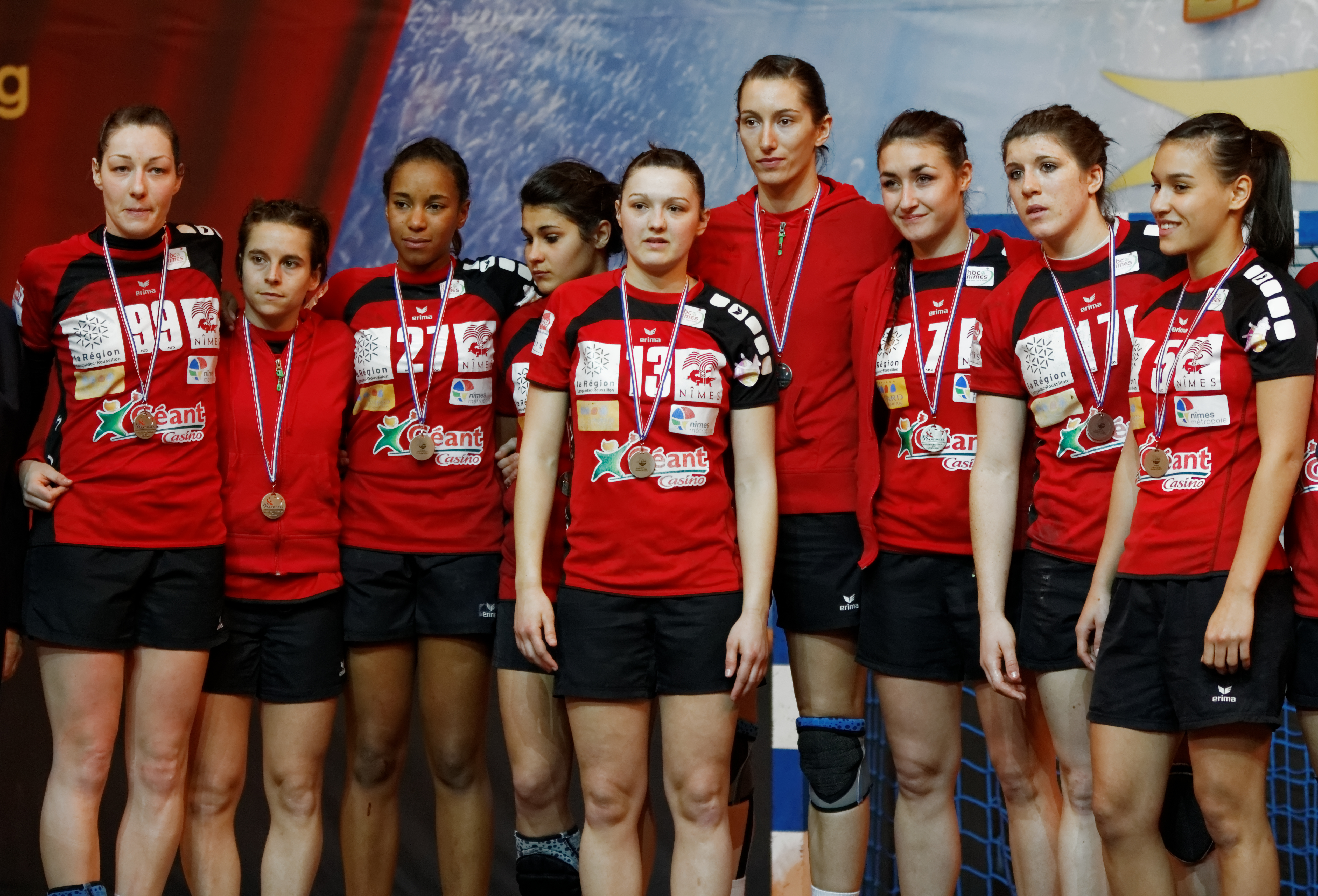
HBC Nîmes, finaliste

## Vainqueur
| Vainqueur de la Coupe de la Ligue française féminine 2012-2013 Issy Paris Hand 1re victoire |